# Paulo Portas
Paulo Sacadura Cabral Portas (Lisboa, 12 de septiembre de 1962) es un político portugués que, desde la década de 1990, ha sido el principal político conservador de Portugal. En varias ocasiones ejerció el cargo de ministro dentro de los gobiernos del Partido Social Demócrata, gobernando en coalición parlamentaria. Fue el líder del único partido importante políticamente a la derecha de Portugal, el CDS - Partido Popular (CDS-PP) de 1998-2005 y 2007-2016, en cuyas listas fue elegido para el Parlamento portugués en todas las elecciones legislativas entre 1995 y 2015. Fue vice primer ministro de 2013 a 2015, ministro de Estado y Relaciones Exteriores de 2011 a 2013 y Ministro de Defensa de 2002 a 2005, tres veces en coaliciones del PSD y su CDS-PP. 

## Biografía
Nació en Lisboa el 12 de septiembre de 1962,  y creció en Vila Viçosa. Su padre, Nuno Portas, fue un influyente arquitecto posmodernista, que profesó puntos de vista católicos progresistas. Su madre, Helena Sacadura Cabral, era economista, periodista y escritora, y tenía puntos de vista más conservadores que parecen haber transmitido a Paulo Portas, quien se quedó viviendo con ella después de que sus padres se separaron. En contraste, su hermano mayor, Miguel Portas, se quedó con su padre y se convirtió en comunista aunque finalmente moderó sus posturas políticas. Catarina Portas, conocida periodista, empresaria y personalidad de los medios de comunicación portuguesa, es su media hermana.
Tras la revolución de los claveles en Portugal en 1974, Paulo Portas fue enviado brevemente a la escuela en Francia, pero regresó en 1975 para estudiar en la escuela secundaria privada más importante de Lisboa (Colégio S. João de Brito). En 1984 se licenció en derecho en la Universidad Católica Portuguesa, donde conoció a Manuel Monteiro, quien, 10 años después, serviría como la piedra angular de Portas hacia el CDS-PP y la política nacional. Se dice que es un católico de la Iglesia.

## Carrera en prensa
A los 12 años y estando en la escuela secundaria, Paulo Portas lanzó un periódico escolar llamado "Risas y sonrisas" (Risos e Sorrisos); no se sabe cuánto duró. En su adolescencia (1974–19775) comenzó a colaborar en el periódico oficial del ala juvenil del PSD (que en ese momento se llamaba Partido Popular Democrático, 'PPD'). El periódico se llamó "En nombre del socialismo" (Pelo Socialismo) y Portas se convirtió en su principal editor. En su adolescencia también comenzó a trabajar en el periódico conservador A Tarde y en los periódicos semanales O Tempo y pronto sus opiniones elocuentes contra la izquierda le valieron para ser invitado a realizar columnas de opinión en los pocos periódicos conservadores de la posrevolución de Lisboa.
Se hizo conocido por primera vez a nivel nacional a los 15 años cuando escribió una carta al editor del diario vespertino Jornal Novo, que lo publicó de manera prominente bajo el título "Tres traiciones" ("Três Traições"), acusando directamente al entonces presidente Ramalho Eanes, el primer ministro Mário Soares y el ministro de Relaciones Exteriores, Diogo Freitas do Amaral  de haber vendido las colonias africanas de Portugal en 1974-75. El artículo le valió una demanda por difamación del presidente Eanes y una valiosa exposición pública que le permitió obtener su propia columna de opinión semanal en O Tempo y, algunos años después, en el nuevo semanario Semanário.
En 1987, cofundó, junto con Miguel Esteves Cardoso, el periódico semanal O Independente, que comenzó a publicarse en mayo de 1988 y se hizo conocido por sus conceptos editoriales innovadores y por denunciar escándalos políticos, a menudo sobre la base de poco más que rumores. Al denunciar tales escándalos, Portas atacó personalmente al entonces primer ministro Aníbal Cavaco Silva y a la mayoría de sus ministros (1985–1995), por lo que se convirtió en varios enemigos en el PSD. Aunque alcanzó niveles de venta muy respetables en la década de 1990, O Independente nunca alcanzó el objetivo declarado de Portas de vender más que el principal semanario portugués Expresso y finalmente se retiró en 2006.
En la década de 1990, Portas se convirtió en una personalidad de televisión que aparecía regularmente en varios canales de televisión portugueses como comentarista político. Fue miembro del panel esporádico en un popular programa semanal de televisión por la noche (Raios e Coriscos) y en la edición portuguesa de Crossfire. En 2006, después de su primera etapa como ministro de gobierno, regresó a la televisión con su propio programa quincenal (O Estado da Arte) donde comentó sobre temas actuales.

## Carrera política

### Años formativos (1974-1985)
Paulo Portas mostró un interés precoz por la política y, aun siendo considerado un niño, participó en animadas discusiones políticas con sus mayores. En 1975 se unió al ala juvenil del Partido Popular Democrático (PPD), que en 1976 se convirtió en el Partido Socialdemócrata del PSD. Más tarde, confesaría haber sido un fiel seguidor del fundador de PPD Francisco Sá Carneiro, quien se dice que disfrutó de las opiniones de Paulo Portas, de 14 años, y patrocinó personalmente su membresía completa de PSD en 1978. Sá Carneiro murió en 1980 y, después de una amarga derrota en una elección interna del JSD del ala juvenil del partido, Portas abandonó silenciosamente el PSD en 1982. Permaneció involucrado con la política a través de sus populares columnas de opinión en los semanarios conservadores O Tempo y Semanário.

### Primeros años de su carrera política (1986-1997)
Paulo Portas dio su primer gran paso en la política en 1986 con su apoyo personal al candidato presidencial Diogo Freitas do Amaral. Con e apoyo de Portas, que ya era un conocido experto en medios, logró gran repercusión en su campaña. Sin embargo, Freitas do Amaral perdió la elección y Portas se retiró de la política para lanzar el proyecto del periódico  O Independente y se convirtió en su Director Adjunto. En la década de los 90 era una figura nacional ampliamente reconocida y más de una vez dijo en la televisión que "no quería ser un político", pero más tarde se haría evidente que, más bien todo lo contrario, se estaba moviendo para ascender en la vida pública portuguesa. Y la velocidad para convertirse en el principal político conservador de Portugal lo demuestra. Se le atribuye el haber ayudado a su excolega de la Universidad, Manuel Monteiro, a obtener el liderazgo del partido Centro Democrático Social (CDS) en 1992 y, con nuevas estrategias, cambiar el nombre de CDS a Partido Popular (CDS-PP), en línea con varios de los principales partidos conservadores europeos. En 1995, Portas se unió formalmente al CDS-PP con el apoyo total de Manuel Monteiro, que le colocó en la parte superior de la lista del partido en el distrito de Aveiro, asegurando así que se convertiría en miembro del Parlamento portugués en las elecciones legislativas de ese año. De hecho, en 1997 fue elegido miembro de la cámara municipal de Oliveira de Azeméis.

### Posicionamiento como líder del partido (1998-2001)
En 1998, después de que el CDS-PP tuviera malos resultados en las elecciones locales de 1997, Portas se movió para controlar el partido. Primero maniobrando para que renunciara Manuel Monteiro, y luego derrotando a su sucesor, elegido a mano, que subestimó a Portas por comparándolo con Mickey Mouse. El 22 de marzo de 1998, Portas finalmente fue nombrado presidente del CDS-PP después de una amarga toma de control que estableció la reputación de Portas como un político astuto que no dudaba en eliminar a los que se interponían en su camino, incluso si anteriormente habían sido sus amigos o aliados. Al hacerse cargo de CDS-PP, inmediatamente buscó dinamizar el partido y aumentar el reconocimiento de su nombre haciendo campaña de formas más amigables con los medios. De esa forma, pronto se hizo conocido por sus apariciones en eventos públicos que le valieron el apodo de "Paulito de las ferias de mercado" (por la película portuguesa "Paulinho das Feiras"). También se dice que llevó a expertos en marketing político para mejorar su imagen y la del partido. Fue una de las principales voces en contra de la "regionalización" de Portugal en los dos referendos de 1998, aunque no se llevaron a cabo. En 1999, encabezó la lista de CDS-PP al Parlamento Europeo, fue elegido, pero solo permaneció en Bruselas menos de seis meses. En 2001 se postuló para alcalde de Lisboa y fue derrotado, pero obtuvo suficientes votos para ser elegido miembro del Concejo Municipal. A pesar de correr bajo el lema "Permaneceré" (en portugués: "Eu fico"), dejó el Consejo de la Ciudad poco después para centrarse en las elecciones generales de 2002.
En 1993, Paulo Portas dijo de Marcelo Rebelo de Sousa que no era una fuente fiable para O Independente, y que había dado cuenta de una cena política vip que nunca había tenido lugar hasta llegar a inventar que la sopa servida durante la cena era Vichyssoise. Más tarde, en 1999 cuando Marcelo Rebelo de Sousa era líder del Partido Socialdemócrata de Portugal (PSD), buscó una alianza electoral con el CDS-PP de Paulo Portas que inicialmente se acordó, pero terminó cayendo por el enfrentamiento entre ambos. Y Marcelo luego tuvo que renunciar a la dirección del PSD.

### Ministro de Defensa (2001-2005)
En las elecciones legislativas de 2002, el CDS-PP obtuvo el 8,7 % de los votos y 14 escaños en la Asamblea de la República de Portugal, que fueron suficientes para formar una mayoría gubernamental con el PSD que ganó la elección. El CDS-PP participó en dos gobiernos de coalición desde abril de 2002 hasta marzo de 2005 y Portas se desempeñó como Ministro de Estado y Defensa Nacional en el primero (Durão Barroso) y Ministro de Estado, Defensa Nacional y Asuntos del Mar en el segundo (Pedro Santana Lopes). Como Ministro de Defensa, presidió importantes reformas militares, como la abolición del servicio militar obligatorio, pero su legado más duradero fue la actualización del equipo militar en el contexto de la "Ley de Programación Militar" de 2003 que contemplaba una mayor aumento en el gasto de equipo militar a 5,341 millones de euros, incluyendo dos submarinos y 260 vehículos de combate. Como ministro de Defensa, Paulo Portas también fue determinante en la alineación de Portugal con la invasión de George W. Bush en Irak en 2003 al decir que él personalmente "vio evidencia irrefutable de armas de destrucción masiva" durante una visita oficial a Washington. Posteriormente, el Departamento de Defensa de EE. UU. Le otorgó la Medalla del Departamento de Defensa por Servicio Público Distinguido.

### Regreso a la Asamblea de la República de Portugal (2006-2011)
En las elecciones anticipadas de 2005, los dos partidos de la coalición en ejercicio sufrieron una aplastante derrota, con CDS-PP perdiendo 60,000 votos y dos de sus catorce escaños en el Parlamento. Paulo Portas asumió la responsabilidad de la derrota y renunció a la dirección del partido, pero no a su escaño en el parlamento. No logró que se eligiera a su sucesor preferido (Telmo Correia), pero algunos de sus partidarios más firmes lograron mantener el control de la Dirección del partido (el "Congreso Nacional") preparando el escenario para que Paulo Portas regresase en 2007 en lo que su breve sucesor, José Ribeiro e Castro llamó "un golpe de estado". Paulo Portas había acusado a Ribeiro Castro de ser un líder ausente ineficaz (por mantener su puesto en el Parlamento Europeo) y había convocado elecciones abiertas dentro del partido. Los partidarios de CDS-PP apostaron a que él capturaría el apoyo de los miembros del grupo menos involucrados. Ribeiro e Castro cuestionaron la legalidad del desafío de Portas pero, en abril de 2007, fue derrotado por Portas, que obtuvo el 70% de los votos de los militantes y permanecería como presidente de CDS-PP hasta 2016. Durante los siguientes seis años, Paulo Portas dirigió a su partido en la oposición al gobernante Partido Socialista (PS). Su nueva estrategia para el partido fue enfocarse en algunos temas importantes (como la agricultura, los recortes de impuestos, los precios del combustible) para que el CDS-PP retuviese a los votantes conservadores, quienes, en el pasado, apoyaron el CDS-PP pero votaron el PSD en tiempo de elección. En 2009, se postuló personalmente para un cargo local en el pequeño municipio de Arouca (con una población de 20.000 personas) y fue elegido para la Asamblea Municipal aumentando significativamente los votos de CDS-PP en la región.

### Ministro de Estado y Asuntos Exteriores (2011-2013)
En las elecciones de 2011, las estrategias de oposición de Portas dieron sus frutos y el CDS-PP logró su mejor resultado en 30 años: el 11.7% del total de votos. El partido ganador, el PSD, necesitaba al CDS-PP para alcanzar una mayoría parlamentaria y los dos partidos formaron un gobierno de coalición. Por su propia elección, Portas se convirtió en Ministro de Estado y de Relaciones Exteriores y consiguió otros dos puestos de ministros para el CDS-PP, incluido el cargo de Ministro de Agricultura para su joven protegida Assunção Cristas, que cinco años después sucedería a Portas en el liderazgo de CDS- PP. Como ministro, Portas hizo de su prioridad lo que denominó "diplomacia económica", que conlleva la generación a través de la diplomacia de oportunidades de negocios en el extranjero para las empresas portuguesas. A tal efecto, luchó contra el control de la Agencia Portuguesa de Inversiones y Comercio Extranjeros (AICEP) del Ministerio de Economía. En 2013, para atraer inversiones extranjeras, Paulo Portas instituyó "visas de oro" para hacer posible que los extranjeros no pertenecientes a la Unión Europea (UE) obtuvieran la residencia portuguesa si invertían al menos 500.000 euros en bienes raíces portugueses. Al centrarse en sus funciones como Ministro de Asuntos Exteriores, también logró distanciarse de las difíciles decisiones relacionadas con el programa de austeridad económica de Portugal. Más de una vez guardó silencio o expresó su desacuerdo con las medidas impopulares tomadas por el gobierno al que pertenecía, y el 2 de julio de 2013 renunció repentinamente en protesta por el nombramiento de una Ministra de Finanzas (María Luís Albuquerque) que no aprobaba. Una decisión que dijo "irrevocable" pero que posteriormente revocó.

### Vice primer ministro (2013-2015)
Cuando Paulo Portas renunció al gobierno en julio de 2013, el primer ministro Passos Coelho temió el fin de su gobierno de coalición y negoció con Paulo Portas su permanencia en un cargo de mayor responsabilidad como era el de vice primer ministro con supervisión de los asuntos económicos. Paulo Portas también obtuvo el control del Ministerio de Economía, donde colocó a dos asociados cercanos: el ministro António Pires de Lima (su amigo íntimo de la infancia) y el secretario de Estado Adolfo Mesquita Nunes (su joven protegido en el partido CDS-PP). En su control de los ministerios claves de Economía, Agricultura, Trabajo y Seguridad Social (que estaban en poder de sus ministros del CDS-PP), Paulo Portas llegó a ejercer un poder político mucho más allá del 12% de la votación nacional que su partido recibió en las elecciones de 2011. Como parte de sus atribuciones de vice primer ministro, Paulo Portas se hizo cargo de las negociaciones sobre el programa apoyado por el Fondo Monetario Internacional, la Comisión Europea y el Banco Central Europeo para Portugal, de cuyos términos se declaró públicamente en contra. Sin embargo, su único acto visible de desafío fue la creación, en diciembre de 2013, de un "reloj de cuenta regresiva" que mostraba el tiempo restante hasta el final del programa, el 17 de mayo de 2014. Durante el resto de su mandato, que terminó en 2015, no planteó ninguna nueva propuesta u objeción en materia de políticas en su calidad de vice primer ministro, y optó por utilizar su cargo de supervisión de política económica para viajar por el mundo promoviendo empresas y productos portugueses en lo que parece haber sido una continuación de la prioridad de "diplomacia económica" que había establecido como ministro de Asuntos Exteriores.

### Renuncia al liderazgo del partido (2016)
Habiendo cesado sus funciones como vice primer ministro el 26 de noviembre de 2015, Paulo Portas se presentó en el Parlamento al día siguiente para ocupar el cargo para el cual fue elegido el 4 de octubre por el distrito electoral de Lisboa. Sin embargo, un mes más tarde (28 de diciembre de 2015) anunció su renuncia a la dirección del Partido CDS-PP y a su cargo electo en el Parlamento, alegando que "era hora de un nuevo ciclo político (...) y de una nueva generación" que debía asumir el liderazgo del partido. En consecuencia, el 13 de marzo de 2016, Paulo Portas renunció a la aclamación en una convención especial de su partido CDS-PP, donde fue reemplazado por su protegido, y el excolega del gobierno, Assunção Cristas. Poco después, fue elegido vicepresidente de la Cámara de Comercio de Portugal, una posición no remunerada que le permitió seguir viajando para promover empresas portuguesas en el extranjero como lo había estado haciendo en el gobierno. Abandonó el Parlamento en junio de 2016 para volver a los comentarios políticos en la televisión con un programa semanal en TVI Portugal. Desde entonces, compagina su labor televisiva con su faceta de conferenciante como analista político, especialista en economía y política internacional, siendo también asesor de The Global Analysis and Trends in Emerging Regions.

## Vida personal
Portas está soltero y nunca ha asumido públicamente una relación romántica. No tiene hijos, pero expresó su deseo de "convertirse en padre algún día". Se sabe que Portas es fanático de Parov Stelar, un conocido músico de Electro Swing, y partidario del equipo de fútbol de Sporting de Lisboa. También se dice que es un fumador compulsivo de cigarrillos, un cinéfilo y un aficionado a la historia.

## Distinciones
- Gran Cruz de la Orden del Mérito Civil, España (17 de agosto de 1998)[45]
- Cruz de Comandante con Estrella de la Orden del Mérito, Polonia (16 de julio de 2012)[46]
- Banda de la Orden del Águila Azteca, México (7 de octubre de 2014)[46]
- Comandante de la Orden de la Estrella de Rumanía, Rumanía (16 de octubre de 2016)[46]
- Gran Cruz con diamantes de la Orden del Sol, Perú (16 de octubre de 2016)[46]